# Heads of the European Radiological Protection Competent Authorities
Die Heads of the European Radiological Protection Competent Authorities (Abkürzung: HERCA) ist ein 2007 gegründeter, freiwilliger Zusammenschluss von derzeit 56 europäischen Strahlenschutzbehörden aus insgesamt 32 Staaten (inkl. der Mitgliedstaaten der Europäischen Union). Für Deutschland sind das Bundesministerium für Umwelt, Naturschutz, Bau und Reaktorsicherheit und das Bundesamt für Strahlenschutz an HERCA beteiligt.

## Aufgaben und Ziele
Durch HERCA soll die Zusammenarbeit zwischen Strahlenschutzbehörden auf europäischer Ebene intensiviert werden, um durch Erfahrungsaustausch und Harmonisierung das Niveau des Strahlenschutzes in Europa dauerhaft zu steigern. Laut Selbstdarstellung beinhaltet dies im Einzelnen:
- Aufbau und Pflege eines Netzwerks europäischer Strahlenschutzbehörden
- Ideen- und Erfahrungsaustausch zu radiologischen Themen
- Diskussion und Kommentierung wichtiger (auch regulatorischer) Aspekte des Strahlenschutzes
- Entwicklung eines (falls möglich) harmonisierten Ansatzes im Strahlenschutz
- Erfahrungsrückfluss in die Strahlenschutzpraxis der Mitgliedsstaaten bzw. -behörden

Unterschiedliche Arbeitsgruppen bearbeiten zu diesem Zweck Themen des Strahlenschutzes zum Beispiel bei human- und veterinärmedizinischen Anwendungen, der Notfallvorsorge oder auch nicht-medizinischen Anwendungen ionisierender Strahlung. Entsprechende Stellungnahmen und Empfehlungen werden in unregelmäßigen Abständen veröffentlicht.

## Organisation
Der HERCA-Rat trifft sich zweimal im Jahr zu einer Plenarsitzung. Vorsitzender der HERCA ist seit 2012 Sigurdur Magnusson von der isländischen Strahlenschutzbehörde (Stand: Dezember 2016). Bisherige Vorsitzende waren Ole Harbitz (2008 bis 2011, Norwegen) und André-Claude Lacoste (2007 bis 2008, Frankreich).